# Битва при Серобети
Бой при Серобети (ит. Battaglia di Serobeti) — бой в Итальянской Эритрее, произошедший 26 июня 1892 года между войсками Италии и махдистским отрядом.
Тяжело разбитые итальянцами в 1890 году во время битвы при Агордате, дервиши в течение двух лет воздерживались от вторжения в Эритрею. Однако в начале июня 1892 года их тысячный. отряд напал на жителей долины Барки. Итальянские силы в бою состояли из 120 так называемых аскари — солдат, набранных из местных племён на службу, а также 200 воинов из племени бариа. 16 июня 4-я рота 1-го туземного батальона под командованием капитана Идальго противостояла оккупантам у Серобети и нанесла им сокрушительное поражение, вынудив их вернуться в Судан, бросив пленных и награбленное. Итальянские войска потеряли трёх солдат убитыми и десять — ранеными, в то время как махдисты — около ста убитыми и ранеными.
Историк Шон Маклахлан объясняет поражение воинов махдистского государства плохими вооружением и дисциплиной.